# Anomis tortuosa
Anomis tortuosa là một loài bướm đêm trong họ Erebidae.